# Caecum trachea
Caecum trachea là một loài ốc biển nhỏ, là động vật thân mềm chân bụng sống ở biển trong họ Caecidae.

## Miêu tả

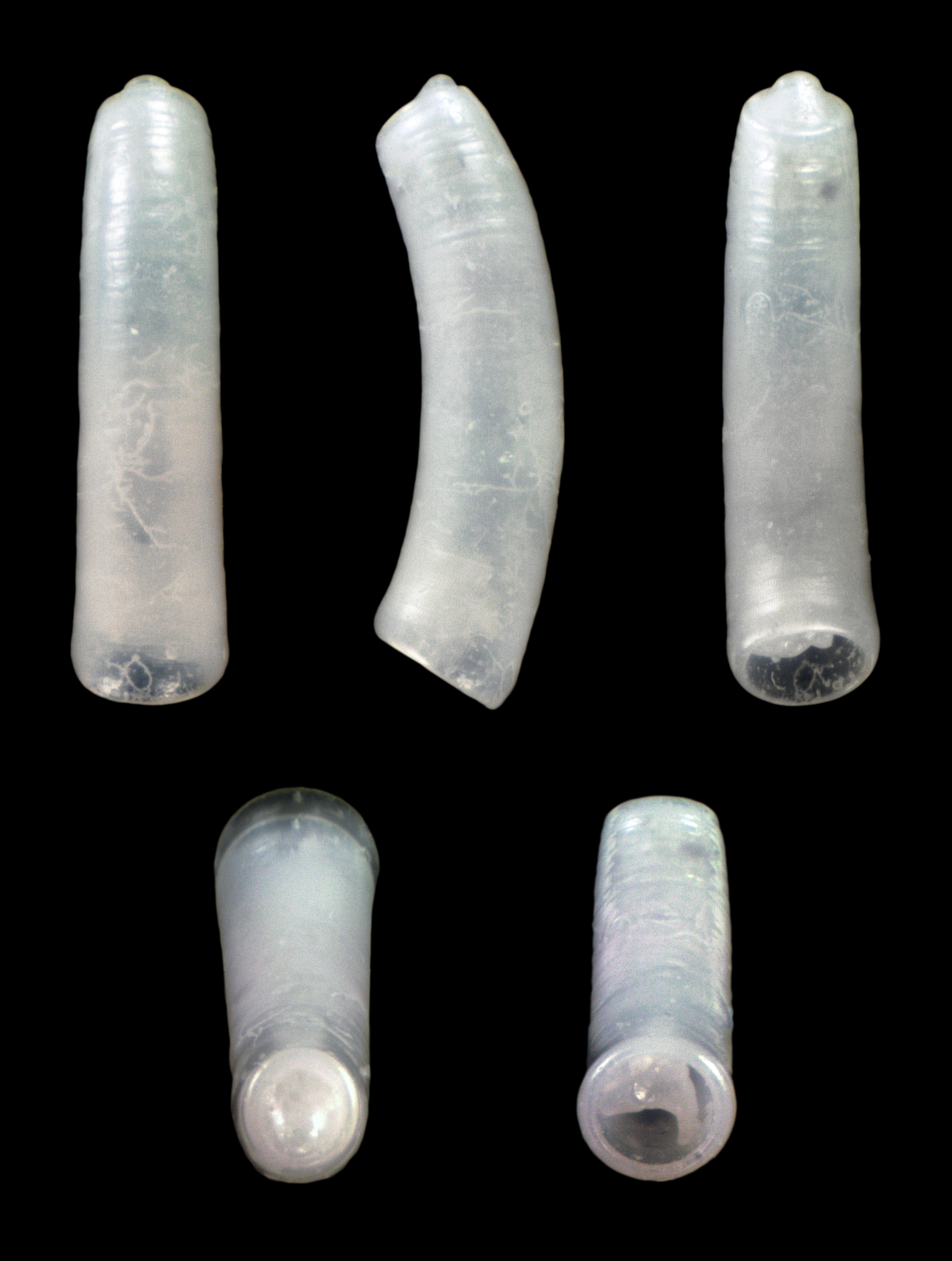
Caecum trachea obsoleta (Carpenter, 1859)

Loài này có kích thước giữa 2 mm and 4 mm

## Phân bố
Loài này phân bố ở vùng bờ biển nhiều đá ở vùng biển Châu Âu from Na Uy to the Canaries, in Địa Trung Hải và in Biển Black

## Hình ảnh

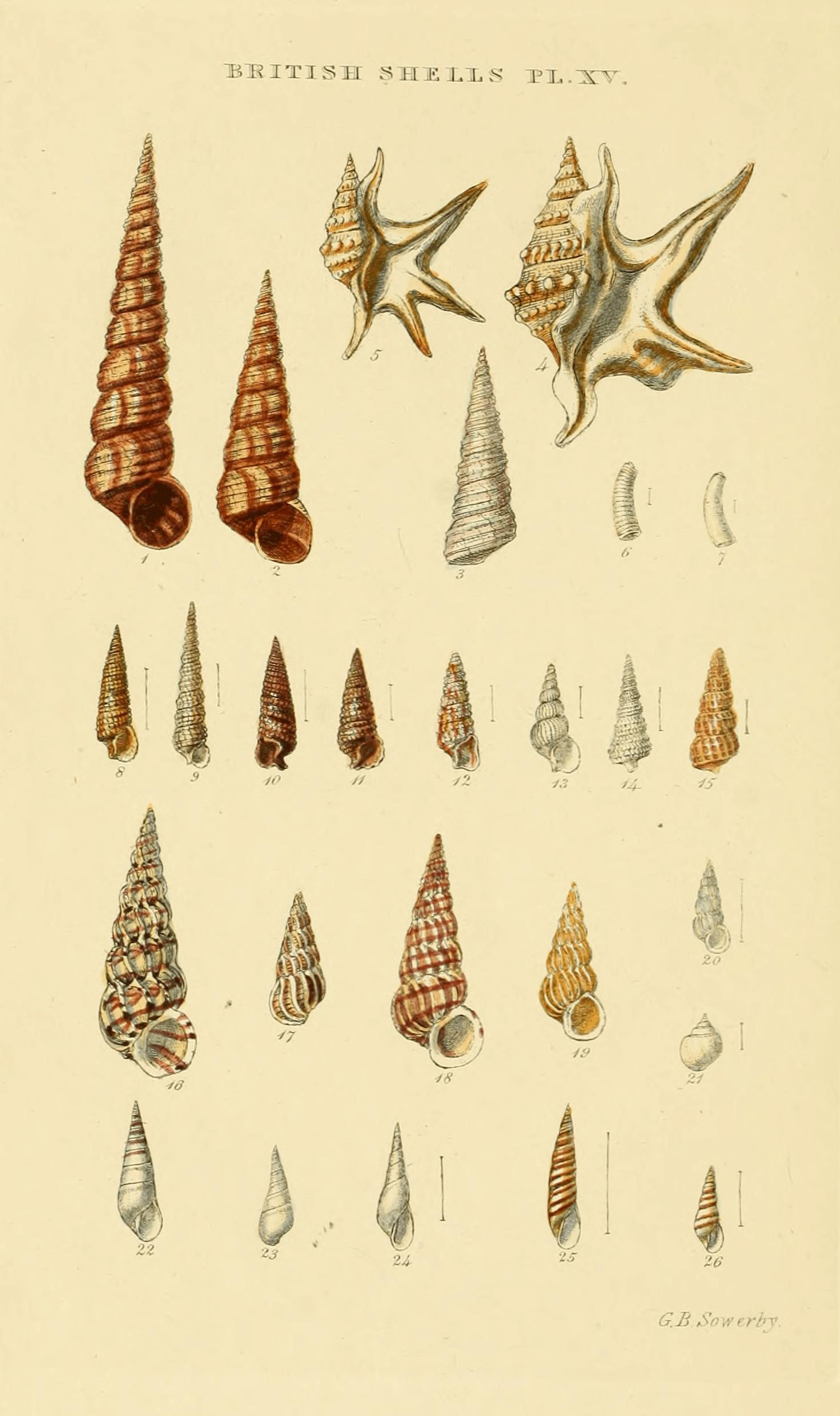